# Parc départemental de la boucle de Montesson
Le parc départemental de la boucle de Montesson est un espace vert public situé à Montesson dans les Yvelines, au bord de la Seine. Ce parc a été aménagé par le conseil général des Yvelines à partir de 1997 dans l'ancien domaine de la Borde acquis en 1992. Il a été dessiné par le paysagiste François Brun.
Ce parc devrait à terme s'étendre sur 130 hectares à l'extrémité ouest de la plaine de Montesson. Il comprend actuellement deux parties : le domaine de la Borde, jardin public de deux hectares, qui abrite une collection d'arbres et dans lequel a été aménagée la « Maison du parc », et l'étang de l'Épinoche, espace naturel de 16,7 hectares. il s'agit d'une ancienne sablière, propriété de la commune de Montesson, qui est répertoriée comme zone naturelle d'intérêt écologique, faunistique et floristique (ZNIEFF). Le parc est également classé espace naturel sensible, par le département.
Les aires de jeu évoquent les oiseaux qu'abrite en grand nombre l'étang. Une plate-forme abritée en permet l'observation.